# Tony Rabeson

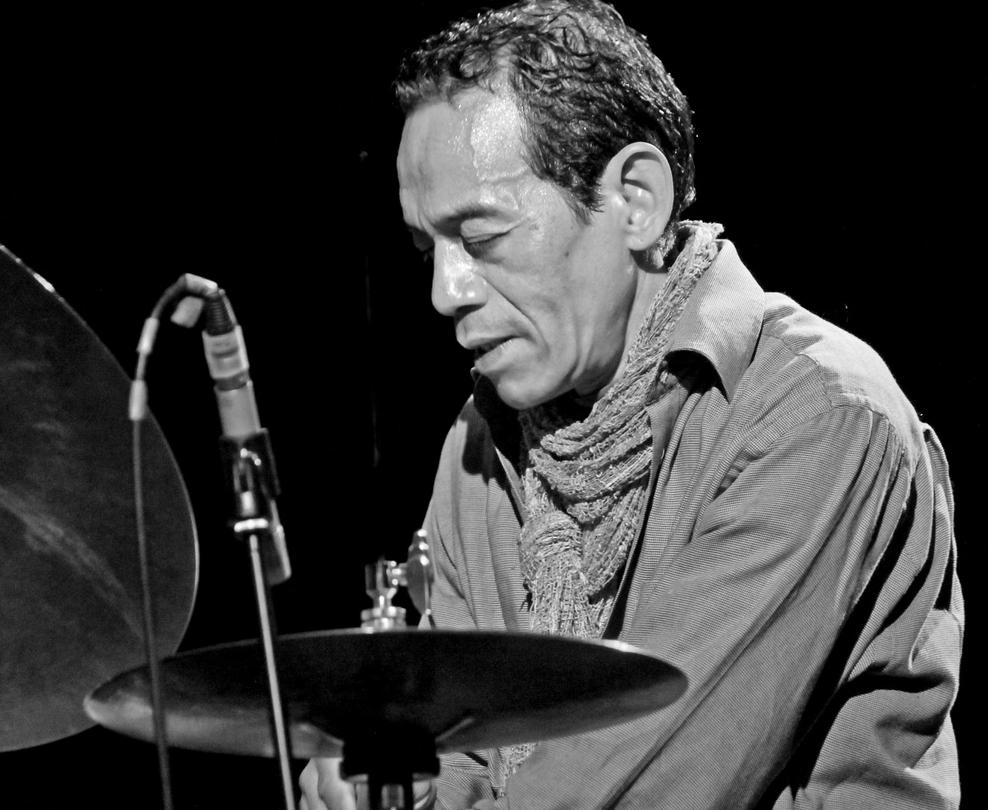
Tony Rabeson beim Jazzfestival St. Ingbert 2016

Tony Rabeson (* 1958 in Tananarive) ist ein madagassischer Jazz-Schlagzeuger.
Rabeson trat schon als Kind mit seinem Vater Jeanot Rabeson und seinem Onkel Dédé Rabeson in Madagaskar auf. Er ist Mitglied des Henri & Sébastien Texier Trio sowie des Baptiste Trotignon Trio (mit Clovis Nicolas). Daneben leitet er ein eigenes Quartett mit Dimitri Dourantonis (Gitarre), Olivier Bogé (Sopransaxophon) und Marc Bertaux (Bass). Als Sideman nahm er u. a. mit Jean Pierre Llabador, Christian Escoudé, Michel Portal und Bojan Zulfikarpašić auf. 2004 erschien Angidina, sein erstes Album als Bandleader.

## Diskographie
- French Guitar Connection mit Jean Pierre Llabador, 1989
- Zool Fleischer Trios, 1989
- Indian's Week von Henri Texier, 1993
- Piano Quintet Suite von Junko Ōnishi, 1995
- Christian Escoude Group Featuring Toots Thielemans, 1996
- Musiques de Cinemas von Michel Portal, 1996
- Mad Nomad(s) von Henri Texier, 1997
- Koreni von Bojan Zulfikarpasic, 1998
- Mosaic Man von Henri Texier, 1998
- Fluide von Baptiste Trotignon, 2000
- Sightseeing von Baptiste Trotignon, 2003
- Angidina mit Dimitri Dourantonis und Héry Chauvin, 2004
- Echoes of Ellington von Jean-Luc Fillon, 2006